# Michael Karoli

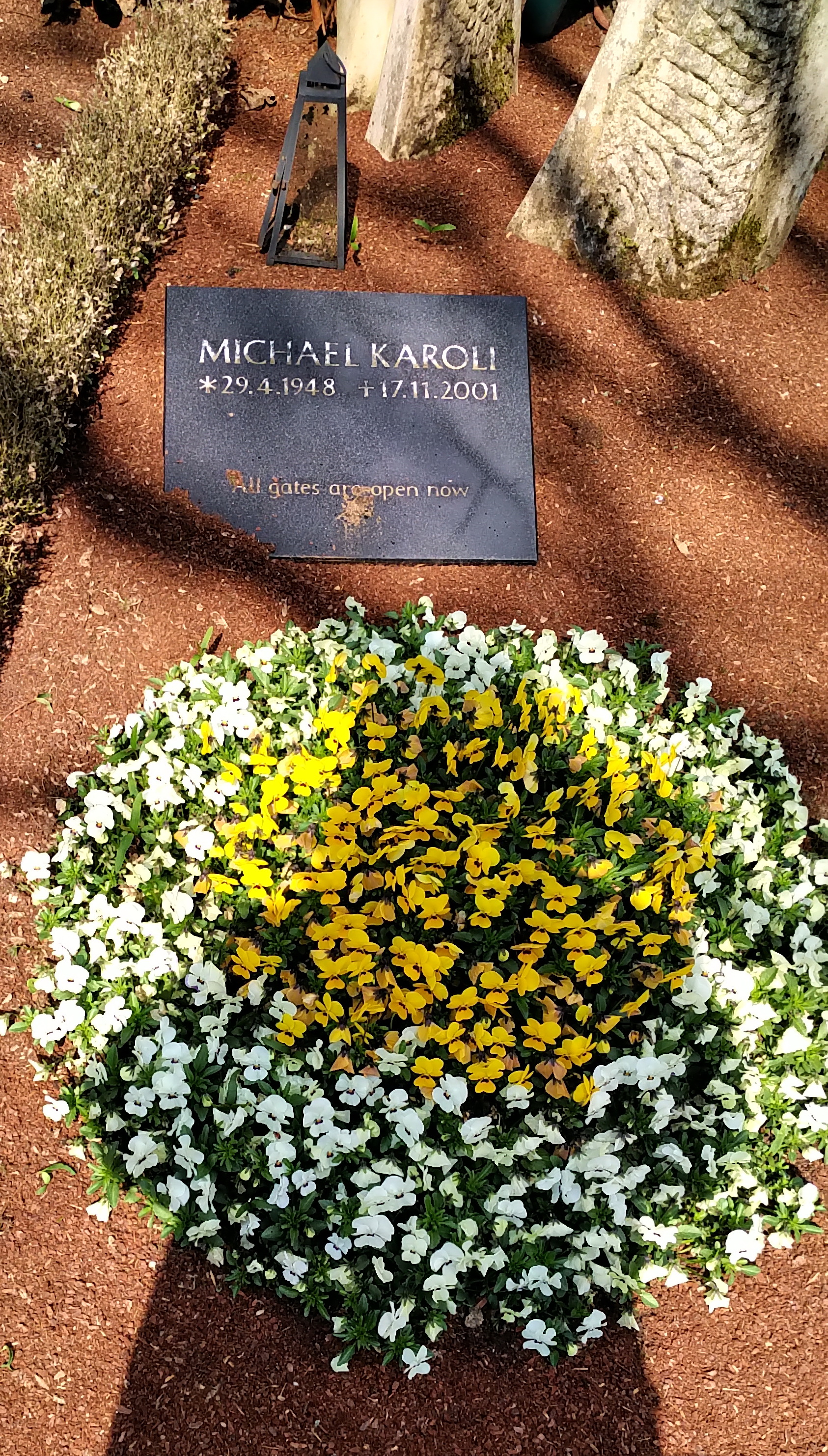
Die Grabstätte von Michael Karoli auf dem Friedhof in Essen-Bredeney.

Michael Karoli (* 29. April 1948 in Straubing; † 17. November 2001 in Essen) war ein deutscher Musiker und Komponist.

## Leben
Michael Karoli wuchs in Straubing auf, das Ende seiner Schulzeit verbrachte er in St. Gallen. Nach seinem Abitur begann er ein Studium der Rechtswissenschaften, das er nicht beendete. 1968 wurde er Mitglied der Gruppe Can, der er bis 1978 als Gitarrist angehörte. 
Anfang 1975 lernte er Shirley Argwings-Kodhek kennen, die er 1981 in Essen heiratete. Mitte der 1980er-Jahre zog Karoli mit seiner Frau nach Nizza, wo auch seine beiden Töchter geboren wurden. 
1998 erkrankte er an Krebs, woran er im November 2001 starb. Er wurde auf dem Friedhof in Essen-Bredeney bestattet.

## Karriere
Michael Karoli lernte als Kind Gitarre, Geige und Cello. Während seiner Schulzeit in der Schweiz spielte er in verschiedenen Schüler- und Jazzbands. Durch die Freundschaft zu seinem Gitarrenlehrer Holger Czukay wurde Karoli Gitarrist bei Can. Ab 1974 übernahm er dort mit Irmin Schmidt den Gesang. 
Nach der Auflösung Cans 1978 eröffnete er sein eigenes Tonstudio Outer Space Studios in einer alten Olivenölmühle in Utelle bei Nizza. Ab 1978 widmete sich Karoli neben seinem Tonstudio auch dem Schlagzeug. Von 1981 bis 1986 studierte er afrikanische Rhythmik und afrikanischen Tanz bei Seni Camara. 
1984 gab Karoli mit Holger Czukay, Jaki Liebezeit und Jah Wobble mehrere Konzerte in Deutschland (zum Teil übertragen von der TV-Sendung Rockpalast). Zwischen 1977 und 1995 spielte Karoli Gitarre und Bass auf verschiedenen Alben und Filmsoundtracks von Irmin Schmidt und Holger Czukay. Ab 1986 arbeitete Karoli mit Holger Czukay an dem Can-Album Rite Time, das 1988 veröffentlicht wurde. Parallel veröffentlichten beide gemeinsam 1987 mit dem belgischen Sänger Arno Charlatan und 1989 Flux & Mutability mit David Sylvian, auf dem Karoli Flöte spielte. 
1992 veröffentlichte er mit Can Last Night Sleep. 1993 nahm er mit Belgian Associality ein Album auf, das er auch koproduzierte. Ende der 1990er-Jahre spielte er zahlreiche Konzerte unter anderem mit Damo Suzuki, Mani Neumeier, Matthias Keul, Mandjao und seiner Gruppe Sofortkontakt. Sein letztes Konzert fand 2001 in New York statt, gemeinsam mit Suicide, James Chance, Hvratsky, Lary 7 und Malcolm Mooney im Club „The Cooler“.

## Diskografie (Auszug)
Mit Can
- 1969: Monster Movie (Music Factory)
- 1970: Soundtracks (Liberty Records)
- 1971: Tago Mago (United Artists Records)
- 1972: Ege Bamyasi (United Artists Records)
- 1973: Future Days (United Artists Records)
- 1974: Soon Over Babaluma (United Artists Records)
- 1975: Landed (EMI)
- 1976: Flow Motion (EMI)
- 1977: Saw Delight (EMI)
- 1978: Out of Reach (EMI)
- 1978: Can (EMI)

Solo
- 1984: Deluge (mit Polly ELtes, Spoon Records)

Als Studiomusiker
- 1989: David Sylvian und Holger Czukay: Flux + Mutability (Virgin Records)